# Gökhan Gökgöz
Gökhan Gökgöz (ur. 6 stycznia 1993) – turecki siatkarz, reprezentant kraju, grający na pozycji przyjmującego. 

## Sukcesy klubowe
Mistrzostwo Turcji:
- 2015[2]
- 2017, 2018
- 2016

## Sukcesy reprezentacyjne
Liga Europejska:
- 2012[3]
- 2018

Mistrzostwa Świata U-23:
- 2015[4]

## Nagrody indywidualne
- 2015: Najlepszy przyjmujący Mistrzostwa Świata U-23[5]